# لتور
لتور دهستانی در استان آلباسته در کشور اسپانیا است.
در این دهستان ۱۲۰۹ نفر زندگی می‌کنند. مساحت این دهستان ۲۶۳٫۳۷ کیلومتر مربع است.

## نگارخانه

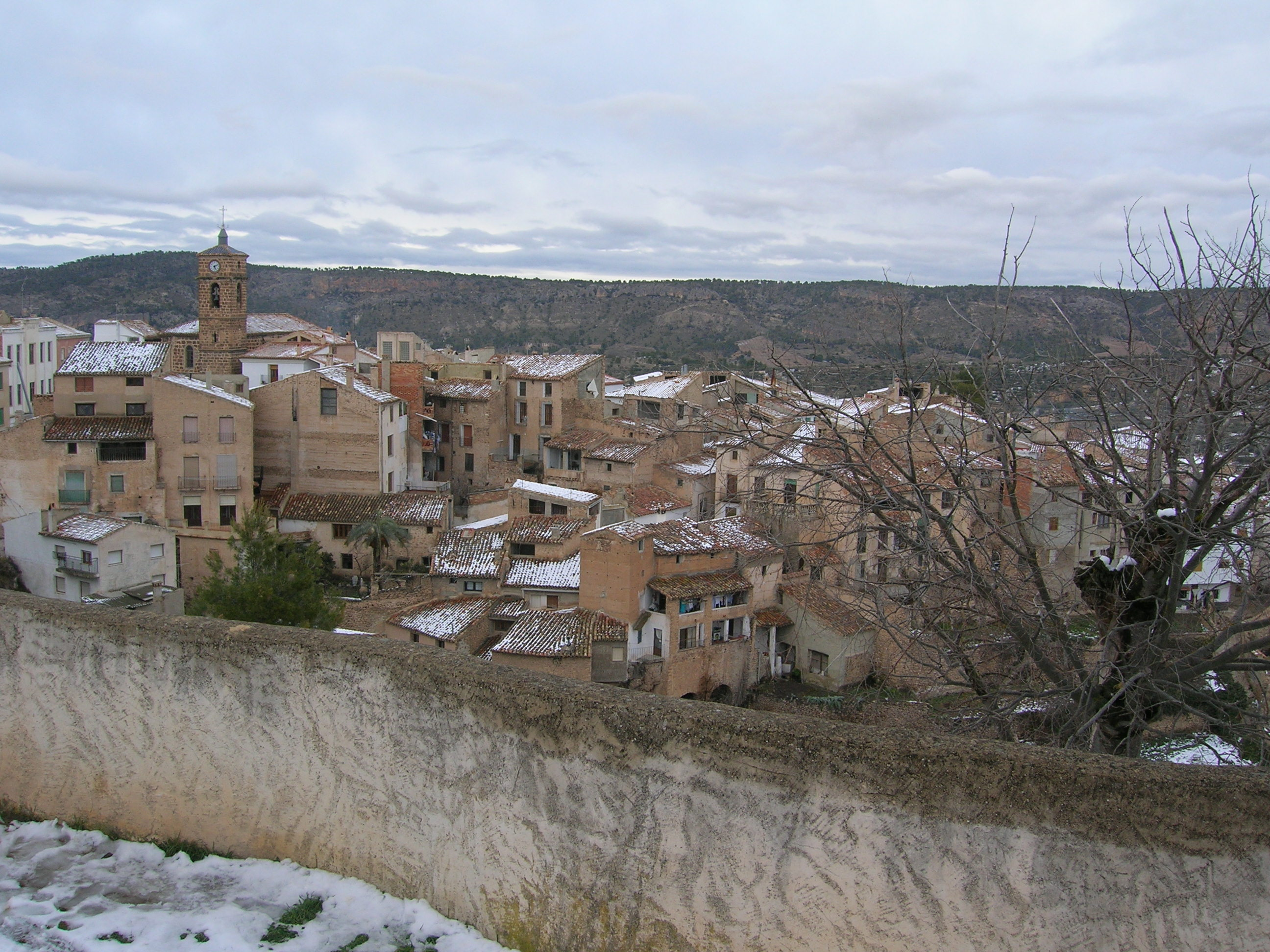
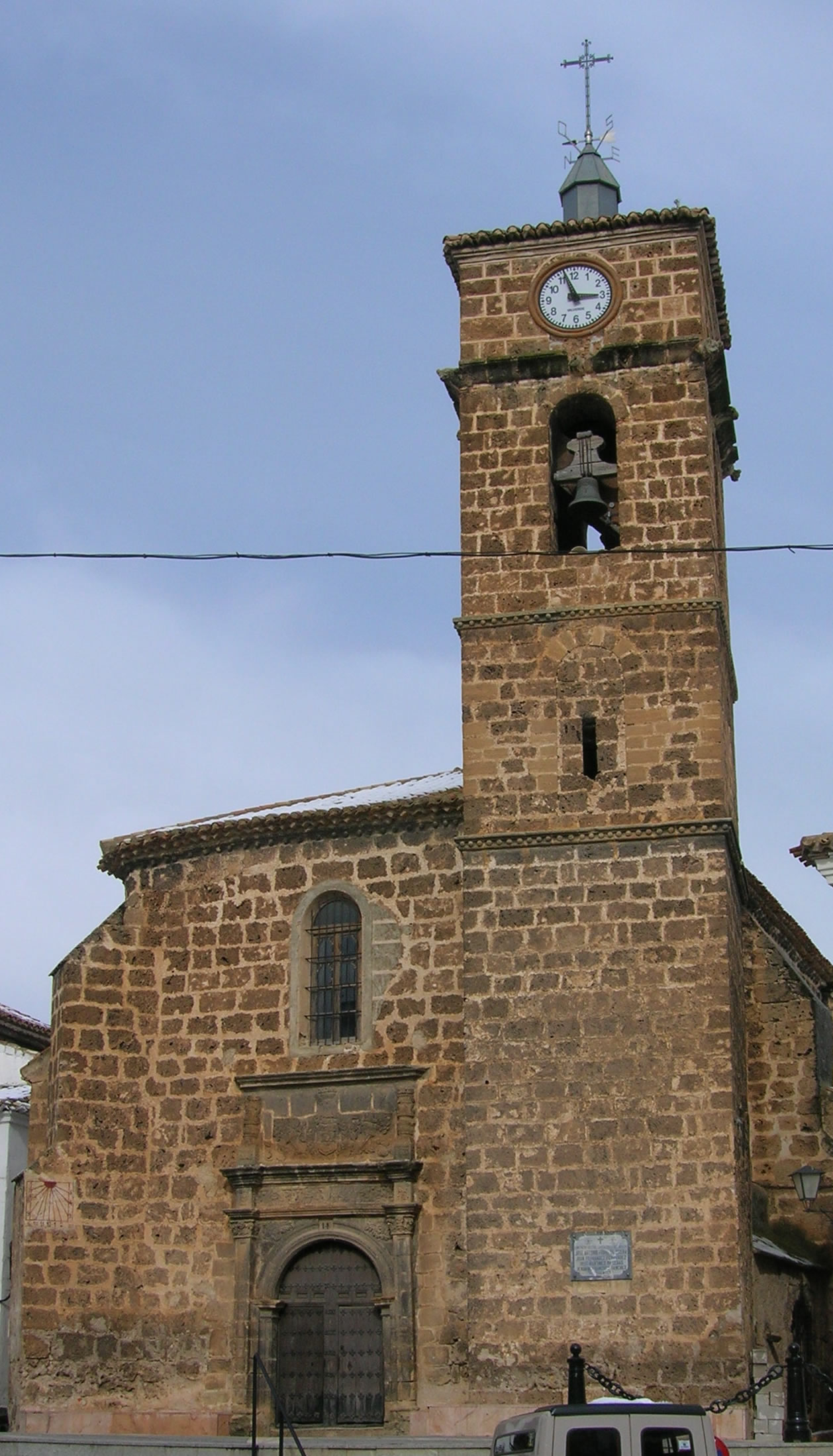
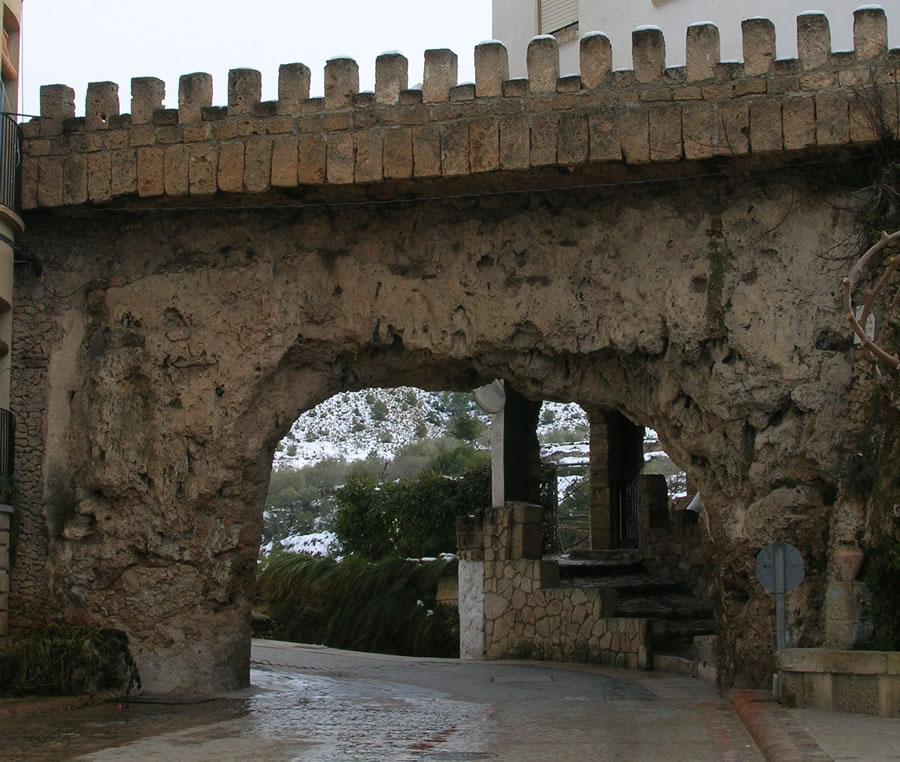
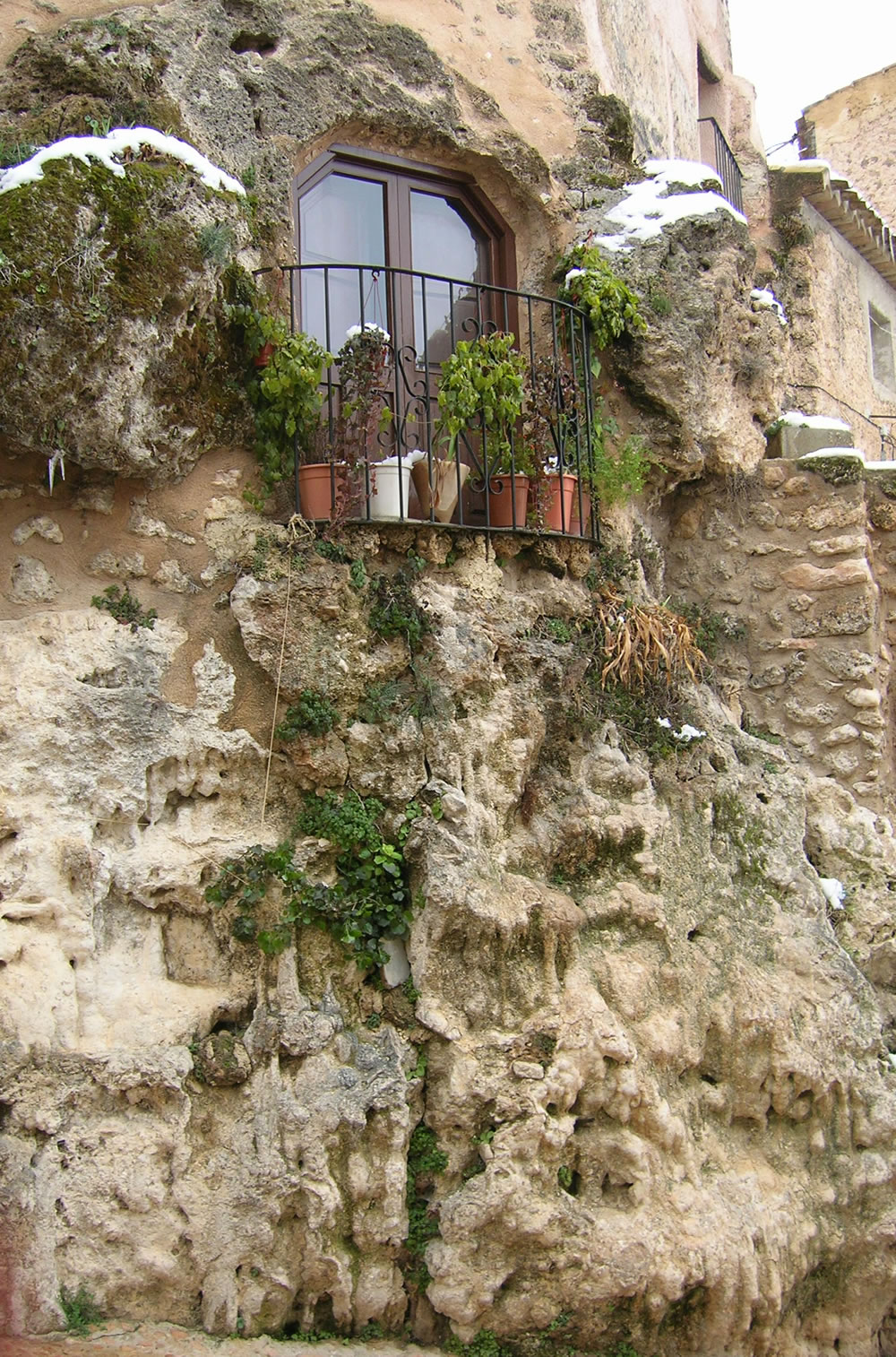